# Хусарят на покрива
 Тази статия е за романа на Жан Жионо.  За филма на Жан-Пол Рапно вижте Хусар на покрива.  
„Хусарят на покрива“ (на френски: Le Hussard sur le toit) е приключенски роман на френския писател Жан Жионо, издаден през 1951 година.
Сюжетът на романа следва италиански офицер карбонар, който пътува в Прованс в разгара на епидемия от холера през 1832 година. Книгата е най-известната част от цикъл от седем романа с общ главен герой, по който Жионо работи дълги години и които са публикувани между 1947 и 1972 година.
През 1995 година книгата е филмирана от Жан-Пол Рапно като „Хусар на покрива“.
„Хусарят на покрива“ е издадена на български език през 1997 година в превод на Петър Оббов.